# Abigail Johnson
Abigail Pierrepont Johnson (Boston, 19 dicembre 1961) è un'imprenditrice statunitense, dal 2014 presidente e amministratore delegato della società di investimento americana Fidelity Investments (FMR) e presidente della sua consociata internazionale Fidelity International (FIL).
Fidelity, tra le aziende di gestione del risparmio più grandi del mondo, è stata fondata dal nonno Edward C. Johnson II ed è controllata dalla famiglia con il 49% del capitale di cui il 24,5% detenuto dalla stessa Abigail. Secondo Forbes, la Johnson ha nel 2022 un patrimonio stimato di 21,6 miliardi di dollari, cosa che la rende una delle donne più ricche al mondo, ed è classificata al settimo posto tra le donne più potenti del mondo.

## Biografia
Johnson ha frequentato la scuola privata Buckingham Browne e Nichols di Cambridge (Massachusetts). Si è quindi laureata nel 1984 in storia dell'arte all'università di Hobart e William Smith. Dopo un breve periodo come consulente presso Booz Allen Hamilton dal 1985 al 1986, Johnson ha conseguito nel 1988 un MBA presso la Harvard Business School.

### Fidelity Investments
Johnson è entrata nel 1988 a far parte di Fidelity Investments come analista e gestore di portafoglio. Nel 2001 è stata promossa presidente di Fidelity Asset Management. Nel 2005 è diventata responsabile del Retail, Workplace e Institutional Business. È stata nominata presidente nel 2012. Nel 2014 è diventata CEO, ruolo che suo padre aveva ricoperto dal 1977, e nel 2016 è diventata anche presidente.  Nel 2018, Johnson ha introdotto gli investimenti in criptovaluta presso Fidelity, consentendo agli investitori istituzionali di scambiare bitcoin. Nello stesso anno, in dicembre, ha affidato la responsabilità della sua divisione internazionale ad Anne Richards per i buoni risultati raggiunti come CEO in un'altra società di gestione, M&G.

### Politica
Nel 2016, Johnson ha donato 2700 $, l'importo massimo consentito dalla legge per le campagne primarie presidenziali, al candidato presidenziale repubblicano Jeb Bush. Johnson ha anche donato circa 330 000 dollari alla campagna di Hillary Clinton e al Comitato nazionale democratico nel 2016, secondo i registri della Commissione elettorale federale. 

## Premi e riconoscimenti
Johnson è membro del Committee on Capital Markets Regulation. È membro del consiglio di amministrazione della Securities Industry and Financial Markets Association (SIFMA). È la prima e unica donna a far parte del consiglio del Financial Services Forum.

## Vita privata
Sposata dal 1988 con Christopher McKown, ha due figli.